# Acanthophyllum pleiostegium
Acanthophyllum pleiostegium är en nejlikväxtart som beskrevs av H. Schiman-czeika. Acanthophyllum pleiostegium ingår i släktet Acanthophyllum och familjen nejlikväxter. Inga underarter finns listade i Catalogue of Life.